# 922 Шлютія
922 Шлютія (922 Schlutia) — астероїд головного поясу, відкритий 18 вересня 1919 року.
Тіссеранів параметр щодо Юпітера — 3,335.